# Abdul-Jabar Hashim Hanoon
Abdul-Jabar Hashim Hanoon (1º gennaio 1970) è un ex calciatore iracheno, di ruolo difensore.

## Carriera
Con la Nazionale irachena ha partecipato ai Coppa d'Asia 1996 e 2000.

## Palmarès

### Club
- Campionato iracheno: 3

Al-Quwa Al-Jawiya: 1991-92, 1996-97, 2004-05
- Coppa dell'Iraq: 2

Al-Quwa Al-Jawiya: 1991-92, 1996-97